# Fécamp
Fécamp is een gemeente in het Franse departement Seine-Maritime (regio Normandië). Fécamp telde 18.054 inwoners in 2020. De plaats maakt deel uit van het arrondissement Le Havre. In de gemeente ligt spoorwegstation Fécamp.

## Geschiedenis

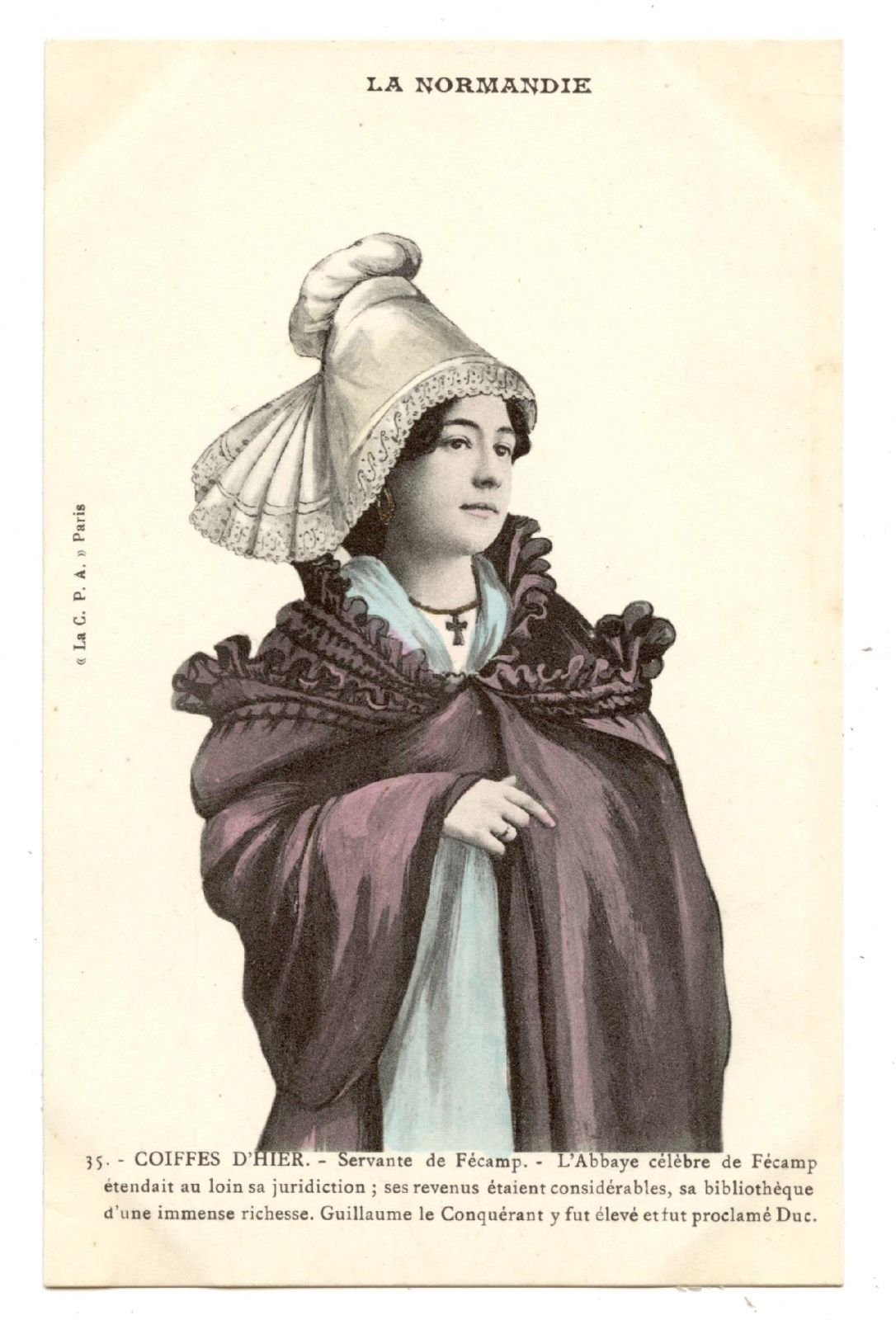
Klederdracht van Fécamp omstreeks 1925

Rond het begin van onze jaartelling lag Fécamp in het gebied van de Caleti, maar de grote nederzettingen van deze Gallische stam bevonden zich meer landinwaarts. De plaats was toen een moerassig gebied. In de 7e eeuw werd er een abdij gesticht maar deze verdween weer in de 9e eeuw ten gevolge van de invallen van de Vikingen. In de 9e eeuw maakten de Normandiërs van  Fécamp een van hun hoofdsteden: ze bouwden er een kasteel en de Abdij Sainte-Trinité. In 1001 kwam de benedictijner abt Willem van Volpiano naar deze abdij op uitnodiging van hertog Richard II. Willem de Veroveraar maakte van Caen zijn enige hoofdstad.
De stad bloeide echter door de pelgrims naar het reliek van het Heilig Bloed in de abdij van Fécamp. Zo werd de stad de op een na belangrijkste bedevaartsplaats van Normandië (Mont-Saint-Michel was de belangrijkste). Vanaf de 15e eeuw ging het bergaf met de abdij. In 1650 namen de mauristen de abdij over en zorgden voor een heropleving van het monastieke leven. De abdij werd afgeschaft en verkocht na de Franse Revolutie. Vanaf 1856 huisde het gemeentebestuur in de voormalige abdijgebouwen.
Het casino van Fécamp en talrijke villa's aan zee werden tijdens de Tweede Wereldoorlog afgebroken door de Duitsers bij de aanleg van de Atlantikwall. De Duitsers bouwden een belangrijk radarstation in Fécamp. Bij de bevrijding leed de gemeente ook grote schade.
Fécamp werd een belangrijke vissershaven. Kort na 1900 waren er 69 driemasters voor de visvangst ingeschreven in Fécamp. Vanaf 1931 werden de zeilschepen vervangen door motorboten en voeren de vissers van Fécamp naar Newfoundland voor de vangst op kabeljauw. Door het verdwijnen van de kabeljauwvisserij werd de stad zwaar getroffen door de economische crisis van de jaren 1970. Het toerisme kwam deels in de plaats met de uitbouw van een jachthaven.

## Bezienswaardigheden
- Kasteel van Fécamp
- Palais de la Bénédictine (19e eeuw)
- Musée des Pêcheries, visserijmuseum, geopend in 2017 in een voormalige kabeljauwdrogerij
- L'Heure du bain, beeldhouwwerk van Dominique Denry

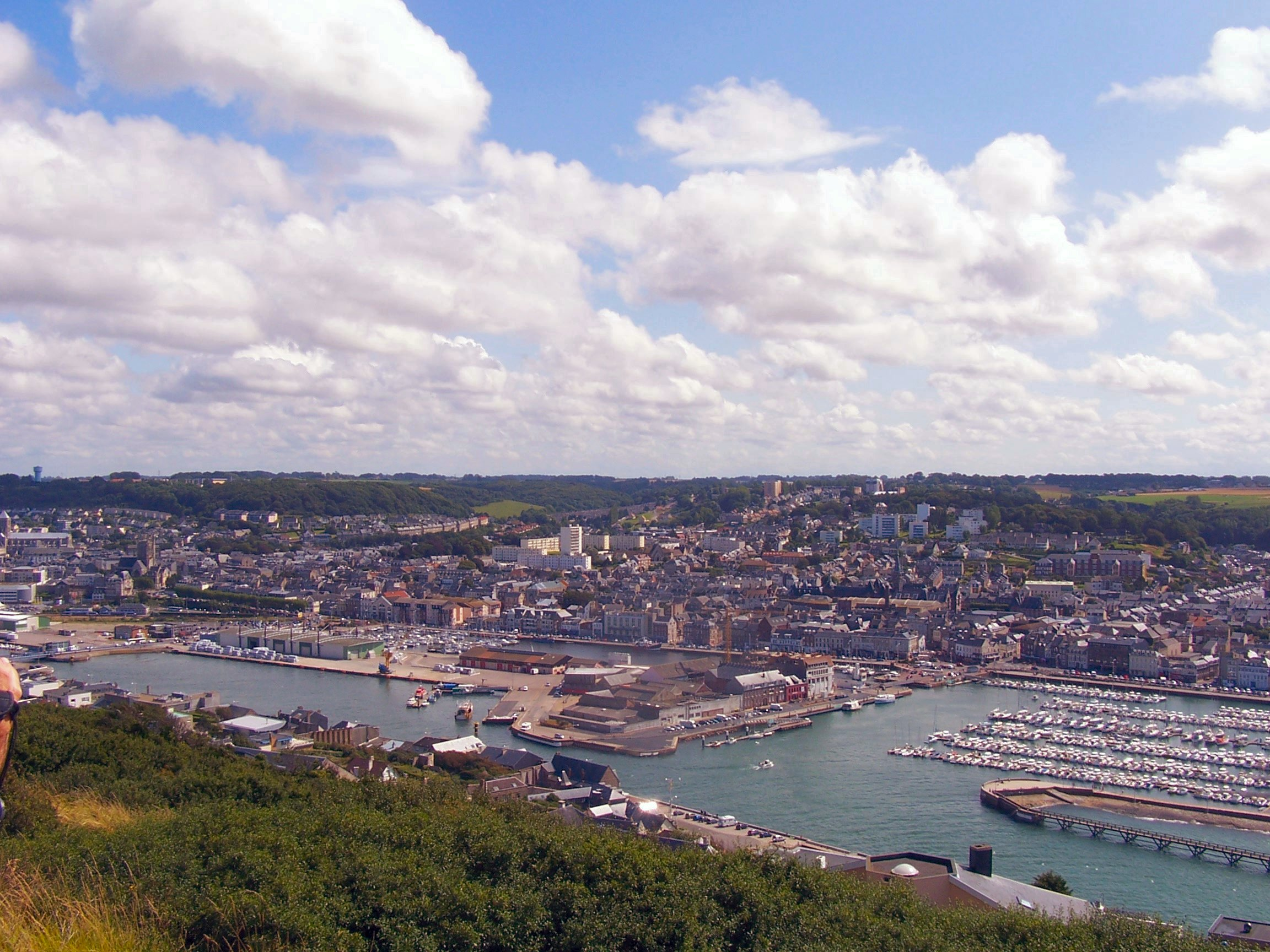
Zicht op Fécamp
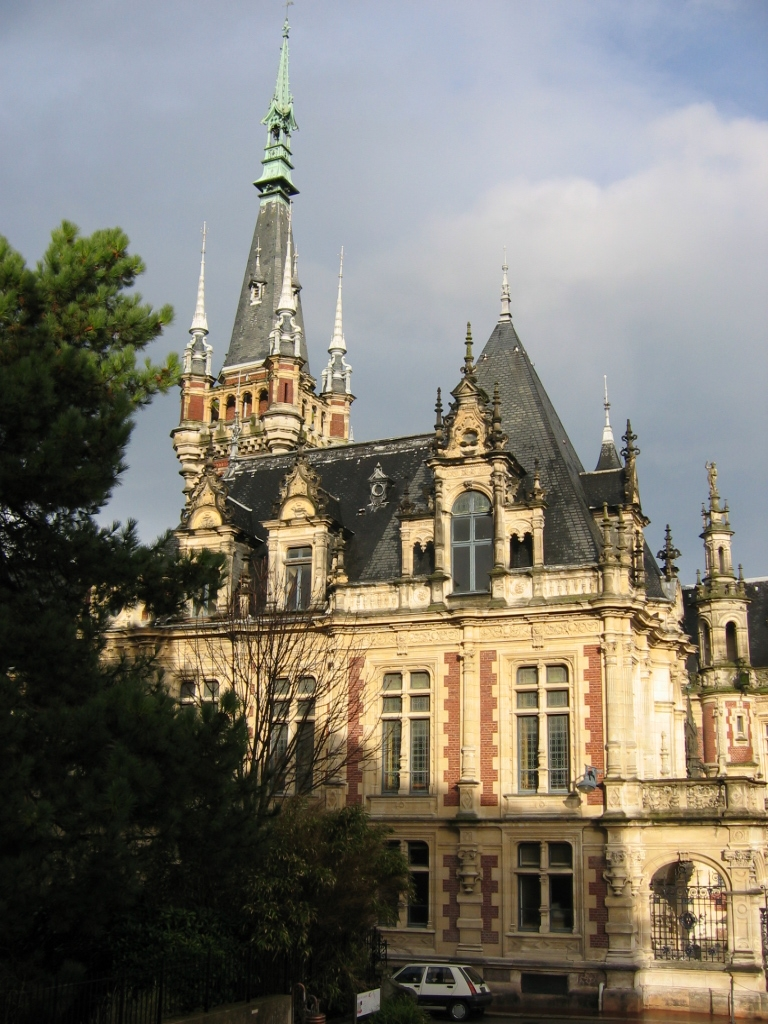
Palais de la Bénédictine
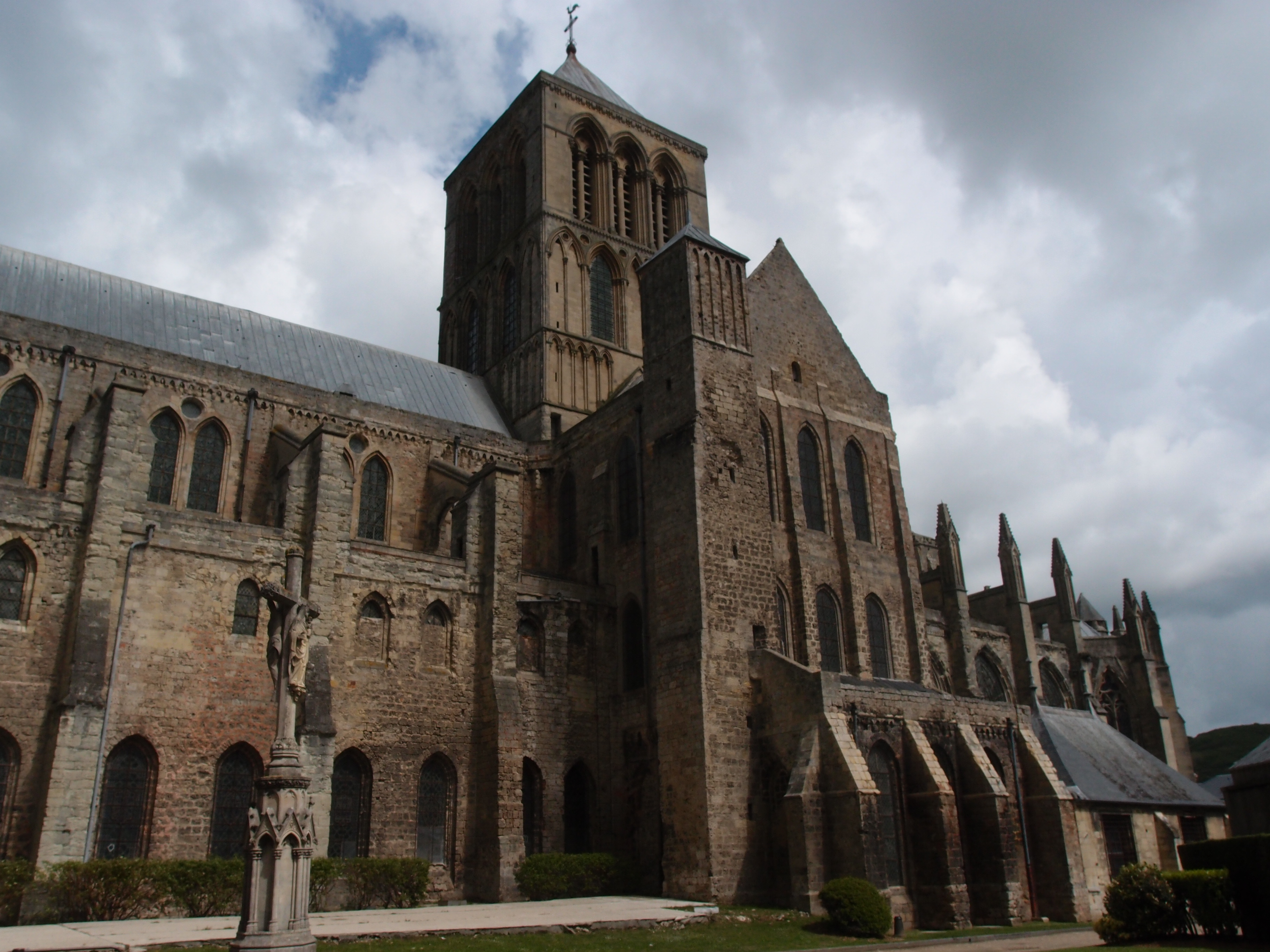
De voormalige abdijkerk
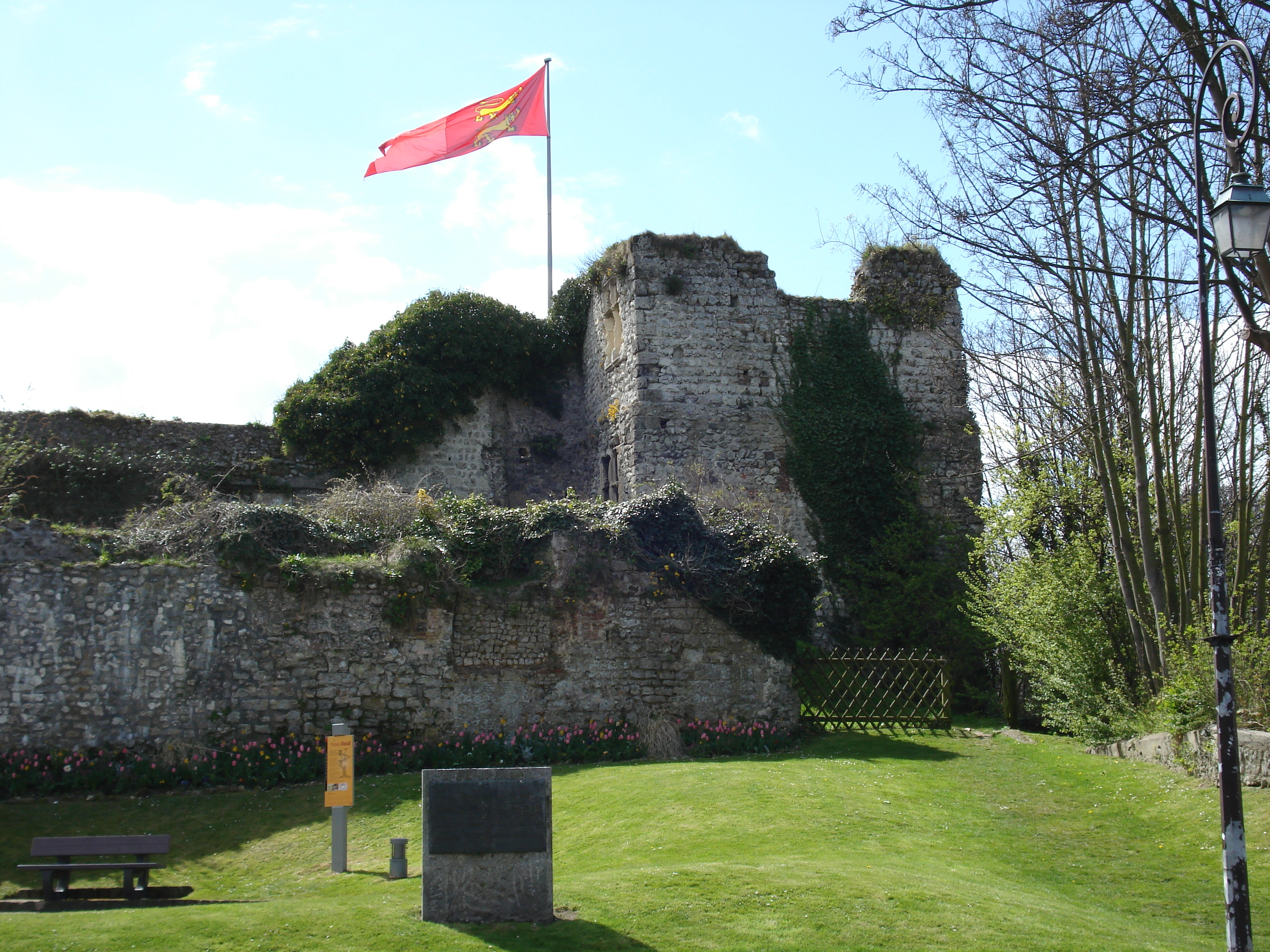
Kasteel van Fécamp
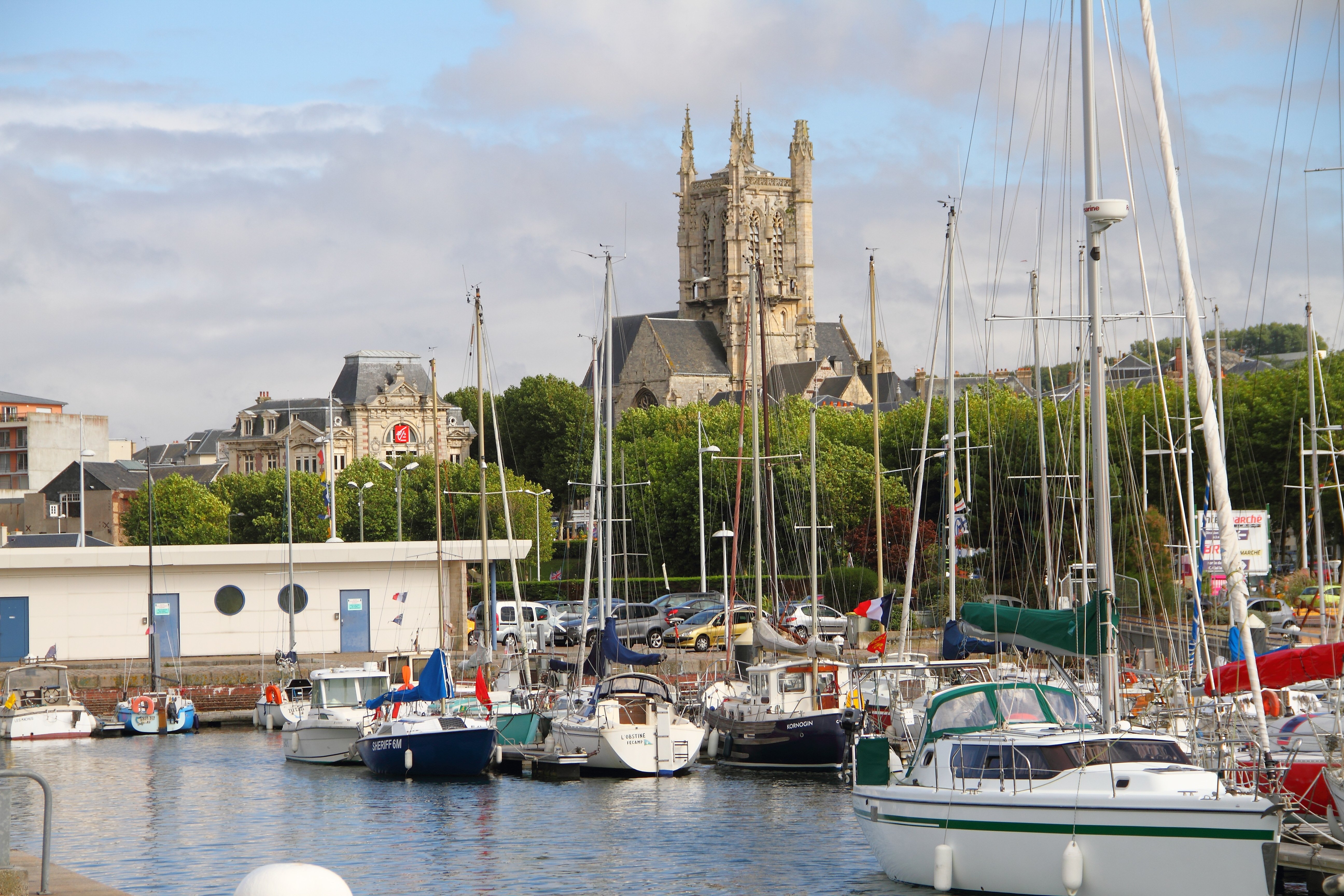
Haven

## Geografie
De oppervlakte van Gaillard bedroeg op 1 januari 2022 15,07 vierkante kilometer; de bevolkingsdichtheid was toen 1.191,8 inwoners per km². De Valmont stroomt door de gemeente en mondt er uit in Het Kanaal.
De onderstaande kaart toont de ligging van Fécamp met de belangrijkste infrastructuur en aangrenzende gemeenten.

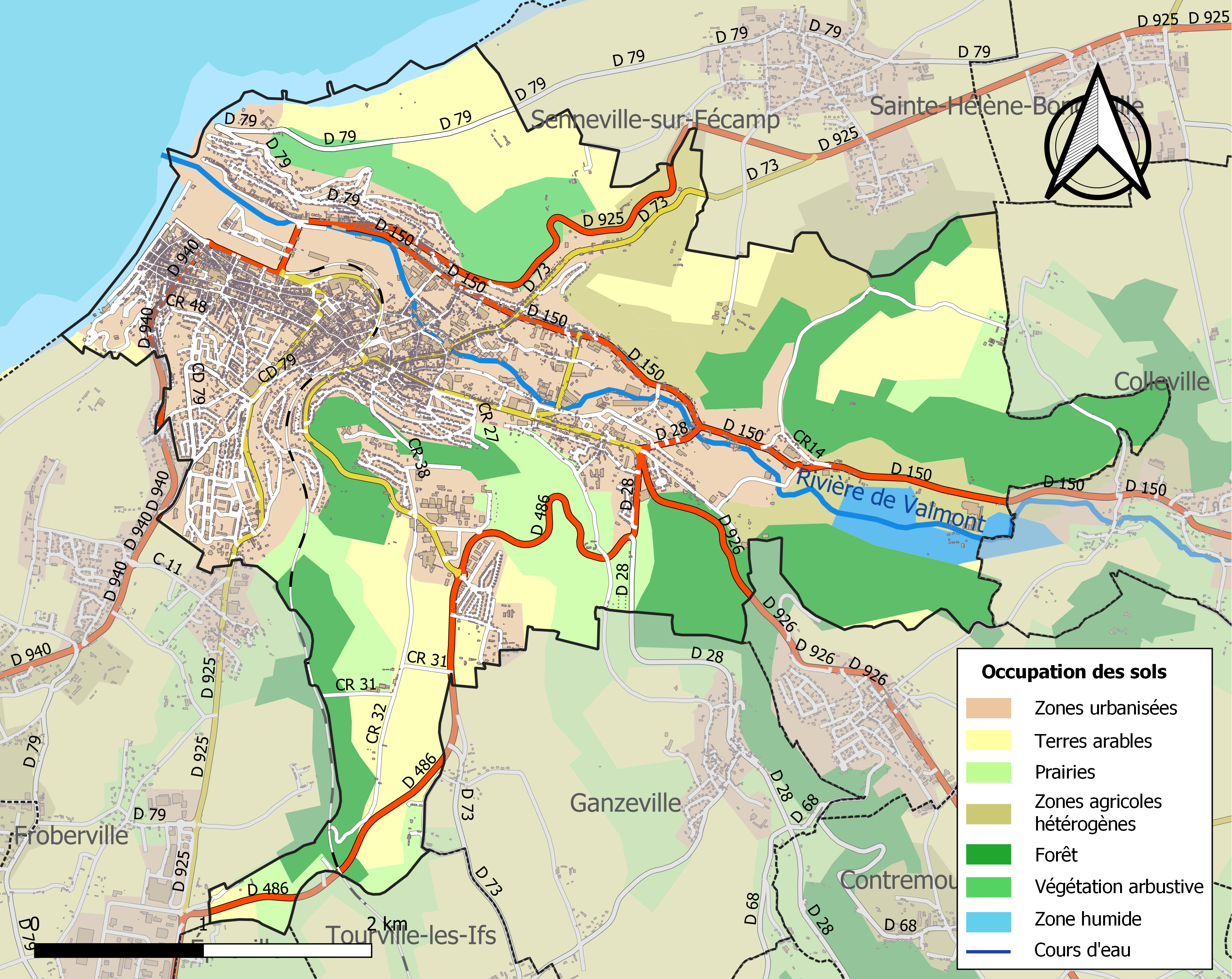

## Demografie
Onderstaande figuur toont het verloop van het inwonertal (bron: INSEE-tellingen).

## Economie
Tot de midden jaren 70 was het de op drie na grootste vissershaven in Frankrijk. De vissers visten voornamelijk kabeljauw in de wateren rondom Newfoundland, Canada. Tegenwoordig is de visserij nog steeds belangrijk, maar wordt er in wateren dichter bij huis gevist. Scheepsreparatie en het maken en herstellen van netten vormen een belangrijk onderdeel van de lokale economie.
Een bekend product uit Fécamp is de Bénédictine (likeur).

## Geboren in Fécamp
- Michel de Sacy (1746–1794), schrijver, historicus en revolutionair
- Jean Lorrain (1855-1906), journalist, dichter, proza- en toneelschrijver
- Etienne Chicot (1949-2018), acteur
- David Belle (1973), freerunner
- Justine Triet (1978), filmregisseuse en scenarioschrijfster